# Sabancı Holding
Hacı Ömer Sabancı Holding A.Ş. eller Sabancı Holding er et tyrkisk industri- og finanskonglomerat med hovedkvarter i Istanbul. Virksomhede primære aktiviteter er finansiel service, energi, cement, detailhandel og industri. Virksomheden blev etableret af Sabancı-familien i 1967, som fortsat ejer aktiemajoriteten. Sabanci Holding blev børsnoteret på Istanbul Stock Exchange (BIST) i 1997.